# Calicnemia chaseni
Calicnemia chaseni là loài chuồn chuồn trong họ Platycnemididae. Loài này được Laidlaw mô tả khoa học đầu tiên năm 1928.